# 多特蒙德火车总站
多特蒙德火车总站（德語：Dortmund Hauptbahnhof）位于德國北莱茵-威斯特法伦的多特蒙德，是一座可供城际快车停靠的长途车站以及德国重要的铁路客运枢纽，共设有16条股道。凭借日均13万人次的旅客发送量，它成为德国最大规模的铁路车站之一，并且被纳入德国铁路所划分的一等站类别。其运营设施也包括位于多特蒙德东部、在通往哈姆的铁路线上的多特蒙德线路所。该车站同样也是一座城市铁路车站，多特蒙德城市铁路共有4条线路在此经停。

## 历史
多特蒙德火车总站最初源于科隆-明登铁路公司于1847年5月15日在市中心以北设立的车站。两年后，贝尔吉施-马尔奇施铁路公司又在现有车站的南侧建起一座纯粹的尽头式车站，它成为了艾伯费尔德－多特蒙德铁路、多特蒙德－索斯特铁路（自1855年起）和多特蒙德－杜伊斯堡铁路（自1860年起）等三条铁路干线的起讫点。
原本可通过一座城门进出的岛式站房于1910年在现址被重建为一座更大的建筑。其轨道被抬高，从而结束了道路运输因平交道口限制而造成的梗阻。这个第二座多特蒙德火车总站于1910年12月12日落成，并在开业之初成为德意志国最大的铁路车站之一。
1943年6月30日，由于铁路调度员的指令错误，一列D24次列车发生事故，共造成28人死亡及90人受伤。
1944年10月6日夜晚，车站因多特蒙德遭受盟军的空袭而被摧毁，并停办列车服务。空袭的目标除了多特蒙德总站外还包括市内的大部分地区，并造成至少1148人死亡。
多特蒙德总站的车站大楼在第二次世界大战后于1952年被替换为一个功能性建筑。而原建筑内代表着多特蒙德职业领域的主题玻璃幕墙虽然并不起眼，但被视为是非常重要的。这五副大型玻璃用图像记录了多特蒙德的经济发展。其中，在正中的一副展现的是城市的整体职业形象，从左至右的两侧则分别为一个钢铁工人、高炉工人、酿酒工人和桥梁工人的形象。作为车站重建工作的一部分，这五副玻璃幕墙被拆除，并移送至哈廷根的海因里希冶金工业博物馆展出。新站房则通过一份摹本所取代。
1954年12月18日，车站附近的一个建筑地盘发生了一起严重的铁路事故。由于转辙器识别错误，致使N2903次短途列车EKi4224次列车相撞。事故共造成15人死亡，71人受伤。
多特蒙德总站的车站大楼在最初设置有一间电影院。自1986年以来，该电影院原址变身为一家迪斯科舞厅。2009年4月，作为车站改造筹备工作的一部分，该迪斯科舞厅也最终结业。

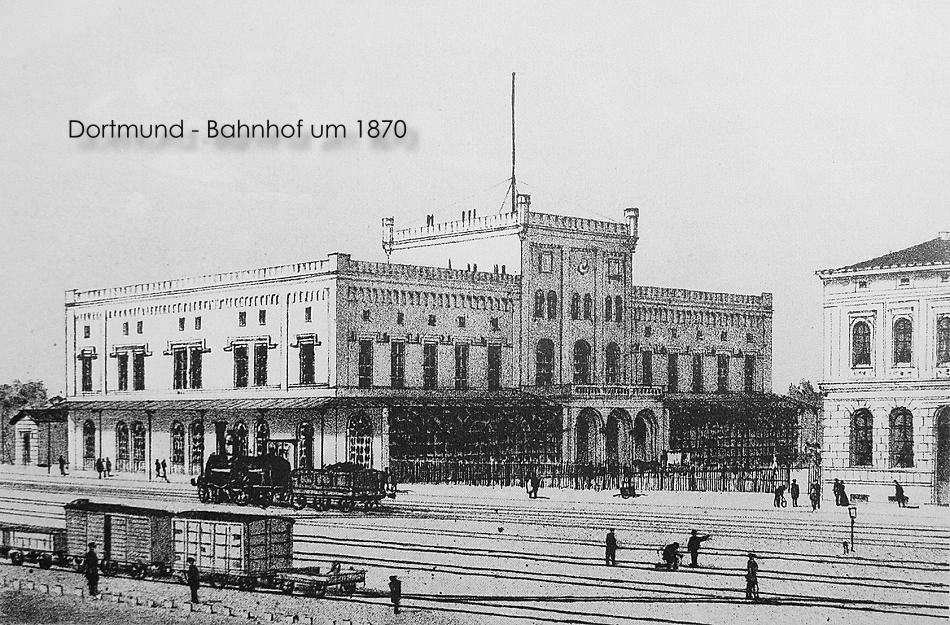
最初的车站于1870年
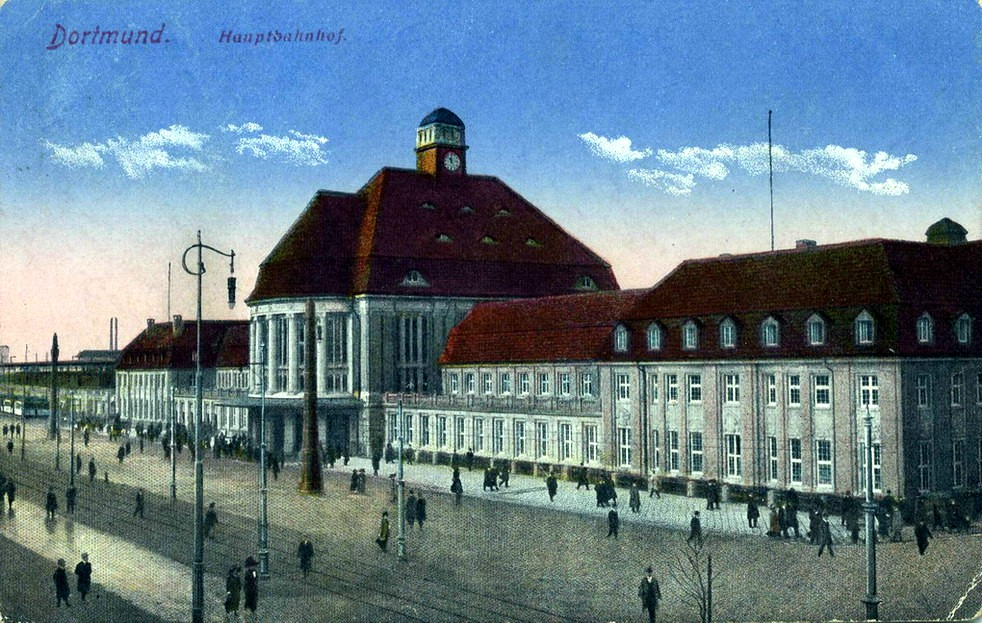
1910年的新站房
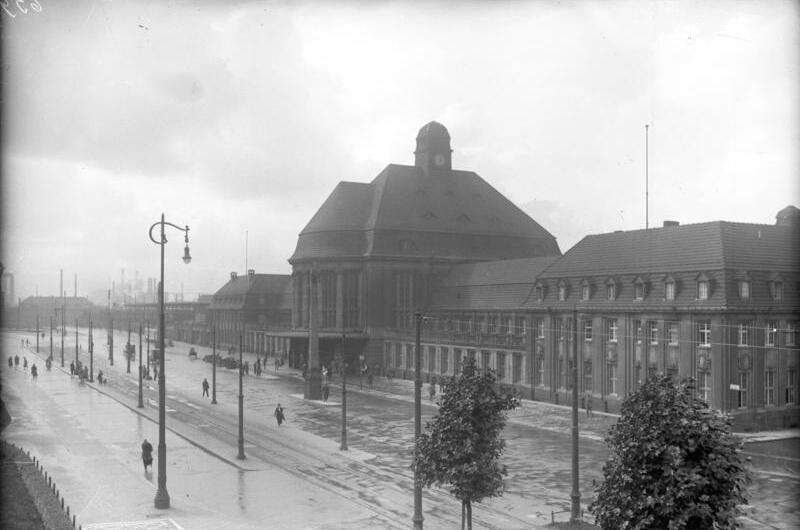
1924年的火车总站

## 改造与翻修

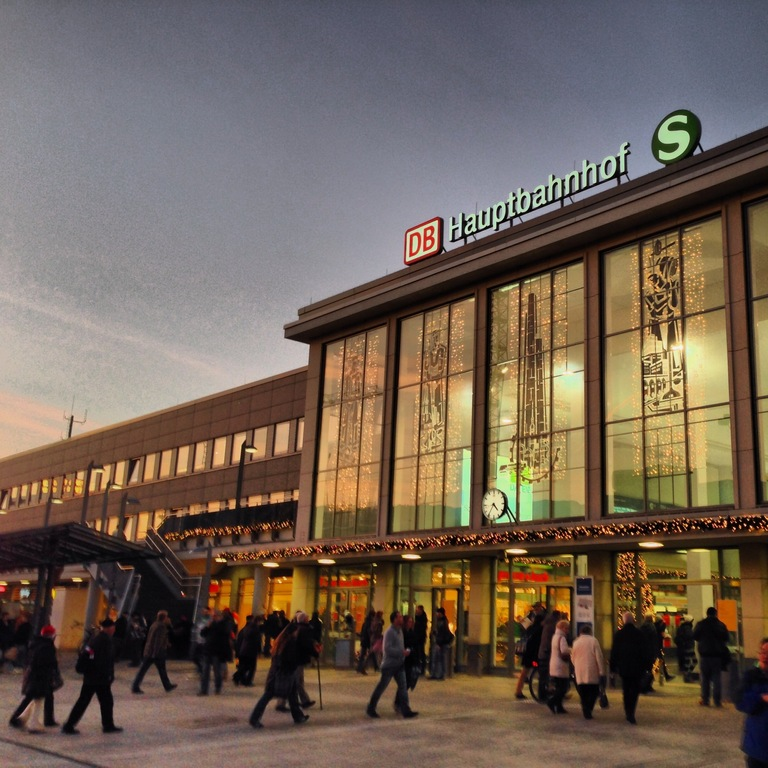
圣诞节期间的多特蒙德总站

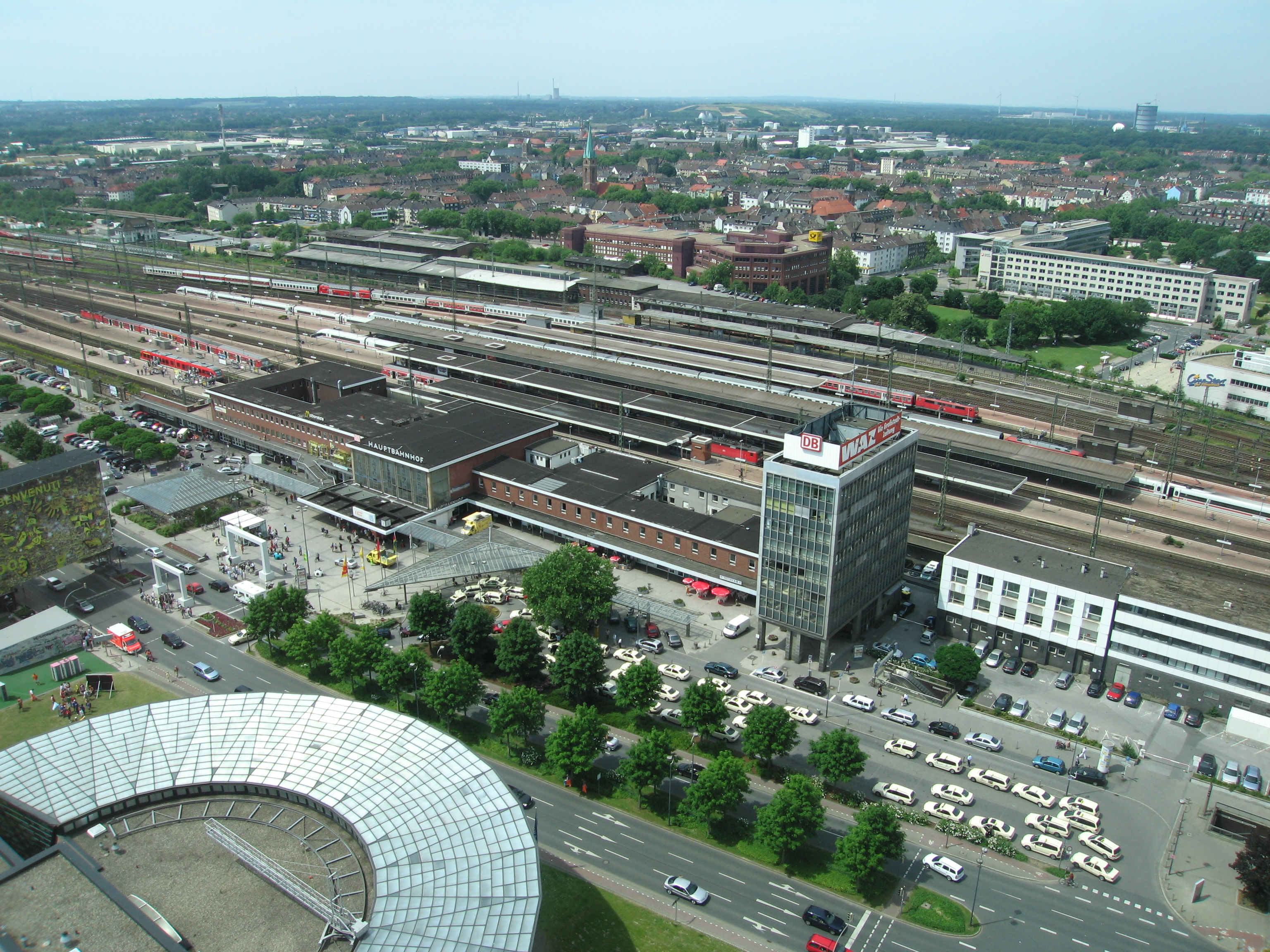
多特蒙德总站鸟瞰

自1997年起，多特蒙德总站开始了关于重建的探讨。在最初的规划中，其上部建筑将采用一个“巨型飞碟”样式，并拥有8万平方米的使用空间。1998年10月7日，德国铁路、北莱茵-威斯特法伦州和西德意志地产银行之间签署了一份合作谅解备忘录。它们至2002年应该完成制定价值8.5亿德国马克的工程方案。然而，关于所谓的“多特蒙德飞碟”的规划却被摒弃，并不再进一步推行。
2001年初，来自葡萄牙的投资集团Sonae成为了新的投资方。由建筑事务所进行的设计方案应在2001年第一季度完成，而价值12亿德国马克的工程方案则应至2006年完成。该重建计划被定名为“3do”。德国联邦政府及北威州联邦政府也承诺将分别提供7500万欧元和5500万欧元的资金补贴。在新规划中，将有占地3.6万平方米的零售空间和2.65万平方米的休闲空间。2006年2月3日，德国联邦铁路局的埃森分局通过了3do的规划审批程序。但在2007年2月28日，德国铁路声称，投资方并没有同意签署最终的协议。
重建工作的两次失败致使多特蒙德总站产生了严重的运营亏损。只有尽头式月台和供S-Bahn使用的月台设有一座公共升降机设施。其它月台则没有这种设施，并且只能借助于使用未被整合至行人专用区的货运升降机。因此，多特蒙德总站成为了德国最后一座仍然无法轻易通往站台的车站。于是在2009年，多特蒙德总站开始以一项翻修计划取代重建计划。
在翻修项目的第一阶段，车站大楼及相关的运营设施将被清空。在施工期间，德国铁路的旅游中心和快餐连锁餐厅将会被安置于车站外的一个集装箱中。联邦警察局和车站使命团也被转移至车站北侧的集装箱内办公。2011年6月17日，翻修工程的第一阶段施工正式完成。在总价值为2300万欧元的翻修成本中，德国联邦政府、北威州政府和德国铁路分别出资1330万欧元、140万欧元和830万欧元。
第二阶段施工预计将在2017年启动，其中车站隧道和站台通道都需要翻新。隧道在这里将被拓宽，并配备升降机。根据当前的规划，隧道内将不再设立零售店。而在北出站口的区域内还将新增一座车站大堂。总体而言，改造将需要5年左右的时间才能完成。作为改造工程的一部分，东侧的车站隧道作为城市铁路的通道将采用新的式样。同时它也应该与莱茵-鲁尔快车实现连接，并对轨道布局进行重新设计。

## 运营

### 长途运输
多特蒙德总站运营有德铁长途运输开办的所有铁路长途客运列车服务。截至2014年，共有下列班次的长途运输服务在多特蒙德总站到发：
| 线路   | 走向 | 走向 | 走向 | 走向 | 发车频率  |
| ------ | --- | --- | --- | --- | --------- |
| ICE 10 | 柏林东 － 柏林 － 柏林-斯潘道 － （沃尔夫斯堡 －）汉诺威 － 比勒费尔德 － 哈姆 － | 多特蒙德 － 埃森 － 杜伊斯堡 － 杜塞尔多夫 (－ 科隆 / 科隆展会/道依茨 － 科隆/波恩机场） | 多特蒙德 － 埃森 － 杜伊斯堡 － 杜塞尔多夫 (－ 科隆 / 科隆展会/道依茨 － 科隆/波恩机场） | 多特蒙德 － 埃森 － 杜伊斯堡 － 杜塞尔多夫 (－ 科隆 / 科隆展会/道依茨 － 科隆/波恩机场） | 每小时1班 |
| ICE 10 | 柏林东 － 柏林 － 柏林-斯潘道 － （沃尔夫斯堡 －）汉诺威 － 比勒费尔德 － 哈姆 － | 哈根 － 伍珀塔尔 － 科隆 （－ 波恩 － 科布伦茨） | | | 每小时1班 |
| ICE 31 | 基尔 － 汉堡 － 不来梅 － 明斯特 － 多特蒙德 － 哈根 － 伍珀塔尔 － 索林根 － 科隆 － 波恩 － 科布伦茨 － 美因茨 － 法兰克福机场 － 法兰克福 － （维尔茨堡 － 纽伦堡 － 慕尼黑                                                                                    | 基尔 － 汉堡 － 不来梅 － 明斯特 － 多特蒙德 － 哈根 － 伍珀塔尔 － 索林根 － 科隆 － 波恩 － 科布伦茨 － 美因茨 － 法兰克福机场 － 法兰克福 － （维尔茨堡 － 纽伦堡 － 慕尼黑                                                                                    | 基尔 － 汉堡 － 不来梅 － 明斯特 － 多特蒙德 － 哈根 － 伍珀塔尔 － 索林根 － 科隆 － 波恩 － 科布伦茨 － 美因茨 － 法兰克福机场 － 法兰克福 － （维尔茨堡 － 纽伦堡 － 慕尼黑                                                                                    | 基尔 － 汉堡 － 不来梅 － 明斯特 － 多特蒙德 － 哈根 － 伍珀塔尔 － 索林根 － 科隆 － 波恩 － 科布伦茨 － 美因茨 － 法兰克福机场 － 法兰克福 － （维尔茨堡 － 纽伦堡 － 慕尼黑                                                                                    | 每日1班   |
| ICE 41 | (多特蒙德 － 波鸿 －) 埃森 － 杜伊斯堡 － 杜塞尔多夫 － 科隆展会/道依茨 － （科隆/波恩机场 －） 法兰克福机场 － 法兰克福 － 阿沙芬堡 － | (多特蒙德 － 波鸿 －) 埃森 － 杜伊斯堡 － 杜塞尔多夫 － 科隆展会/道依茨 － （科隆/波恩机场 －） 法兰克福机场 － 法兰克福 － 阿沙芬堡 － | (多特蒙德 － 波鸿 －) 埃森 － 杜伊斯堡 － 杜塞尔多夫 － 科隆展会/道依茨 － （科隆/波恩机场 －） 法兰克福机场 － 法兰克福 － 阿沙芬堡 － | 维尔茨堡 － 纽伦堡 － （因戈尔施塔特 －） 慕尼黑 （－ 加米尔施-帕滕基兴） | 每日1班   |
| ICE 41 | （杜塞尔多夫 － 杜伊斯堡 － 埃森 － 波鸿 － 多特蒙德 － 哈姆 － 帕德博恩 － 瓦尔堡 － 卡塞尔-威廉山 － 富尔达 －） | | | 维尔茨堡 － 纽伦堡 － （因戈尔施塔特 －） 慕尼黑 （－ 加米尔施-帕滕基兴） | 每日1班   |
| ICE 42 | （汉堡 － 不来梅 － 明斯特 －） 多特蒙德 － | 波鸿 － 埃森 － 杜伊斯堡 － 杜塞尔多夫 － | 科隆 － 西格堡/波恩 － 法兰克福机场 － 曼海姆 － 斯图加特 － 乌尔姆 － 奥格斯堡 － 慕尼黑 | 科隆 － 西格堡/波恩 － 法兰克福机场 － 曼海姆 － 斯图加特 － 乌尔姆 － 奥格斯堡 － 慕尼黑 | 两小时1班 |
| ICE 42 | （汉堡 － 不来梅 － 明斯特 －） 多特蒙德 － | 哈根 － 伍珀塔尔 － 索林根 | 科隆 － 西格堡/波恩 － 法兰克福机场 － 曼海姆 － 斯图加特 － 乌尔姆 － 奥格斯堡 － 慕尼黑 | 科隆 － 西格堡/波恩 － 法兰克福机场 － 曼海姆 － 斯图加特 － 乌尔姆 － 奥格斯堡 － 慕尼黑 | 两小时1班 |
| ICE 43 | （汉诺威 － 比勒费尔德 － 哈姆 －） 多特蒙德 － 伍珀塔尔 － 索林根 － | （汉诺威 － 比勒费尔德 － 哈姆 －） 多特蒙德 － 伍珀塔尔 － 索林根 － | 科隆 － 西格堡/波恩 － 法兰克福机场 － 曼海姆 － 卡尔斯鲁厄 － 奥芬堡 － 弗赖堡 （－ 巴塞尔） | 科隆 － 西格堡/波恩 － 法兰克福机场 － 曼海姆 － 卡尔斯鲁厄 － 奥芬堡 － 弗赖堡 （－ 巴塞尔） | 每日1班   |
| ICE 43 | 多特蒙德 － 波鸿 － 埃森 － | 杜伊斯堡 － 杜塞尔多夫 － | 科隆 － 西格堡/波恩 － 法兰克福机场 － 曼海姆 － 卡尔斯鲁厄 － 奥芬堡 － 弗赖堡 （－ 巴塞尔） | 科隆 － 西格堡/波恩 － 法兰克福机场 － 曼海姆 － 卡尔斯鲁厄 － 奥芬堡 － 弗赖堡 （－ 巴塞尔） | 每日1班   |
| ICE 43 | （阿姆斯特丹 － 奥伯豪森 －） | 杜伊斯堡 － 杜塞尔多夫 － | 科隆 － 西格堡/波恩 － 法兰克福机场 － 曼海姆 － 卡尔斯鲁厄 － 奥芬堡 － 弗赖堡 （－ 巴塞尔） | 科隆 － 西格堡/波恩 － 法兰克福机场 － 曼海姆 － 卡尔斯鲁厄 － 奥芬堡 － 弗赖堡 （－ 巴塞尔） | 每日1班   |
| ICE 45 | （多特蒙德 － 波鸿 － 埃森 － 杜伊斯堡 － 杜塞尔多夫 － 科隆会/道依茨 －） | （多特蒙德 － 波鸿 － 埃森 － 杜伊斯堡 － 杜塞尔多夫 － 科隆会/道依茨 －） | 蒙塔鲍尔 － 兰河畔林堡 － 威斯巴登 － 美因茨 | （－ 曼海姆 － 海德堡 － 斯图加特） | 每日1班   |
| ICE 45 | （科隆 － ） | | 蒙塔鲍尔 － 兰河畔林堡 － 威斯巴登 － 美因茨 | | 每日1班   |
| ICE 49 | （多特蒙德 － 伍珀塔尔 － 索林根 －） 科隆 － | （多特蒙德 － 伍珀塔尔 － 索林根 －） 科隆 － | 科隆/波恩机场 － 西格堡/波恩 － 蒙塔鲍尔 － 兰河畔林堡 － 法兰克福机场 － 法兰克福 | 科隆/波恩机场 － 西格堡/波恩 － 蒙塔鲍尔 － 兰河畔林堡 － 法兰克福机场 － 法兰克福 | 每日1班   |
| ICE 49 | （多特蒙德 － 埃森 － 波鸿 － | 杜伊斯堡 － 杜塞尔多夫 － 科隆展会/道依茨 －） | 科隆/波恩机场 － 西格堡/波恩 － 蒙塔鲍尔 － 兰河畔林堡 － 法兰克福机场 － 法兰克福 | 科隆/波恩机场 － 西格堡/波恩 － 蒙塔鲍尔 － 兰河畔林堡 － 法兰克福机场 － 法兰克福 | 每日1班   |
| ICE 49 | （奥伯豪森 － | 杜伊斯堡 － 杜塞尔多夫 － 科隆展会/道依茨 －） | 科隆/波恩机场 － 西格堡/波恩 － 蒙塔鲍尔 － 兰河畔林堡 － 法兰克福机场 － 法兰克福 | 科隆/波恩机场 － 西格堡/波恩 － 蒙塔鲍尔 － 兰河畔林堡 － 法兰克福机场 － 法兰克福 | 每日1班   |
| ICE 91 | （多特蒙德 － 波鸿 － 埃森 － 杜伊斯堡 － 杜塞尔多夫 － | 科隆 － 波恩 － 科布伦茨 － 美因茨 － 法兰克福机场 －） 法兰克福 － 哈瑙 － | 维尔茨堡 － 纽伦堡 － 雷根斯堡 － 普拉特林格 － 帕绍 － 维也纳 | 维尔茨堡 － 纽伦堡 － 雷根斯堡 － 普拉特林格 － 帕绍 － 维也纳 | 每日1班   |
| ICE 91 | （多特蒙德 － 哈根 － 伍珀塔尔 － 索林根 － | 科隆 － 波恩 － 科布伦茨 － 美因茨 － 法兰克福机场 －） 法兰克福 － 哈瑙 － | 维尔茨堡 － 纽伦堡 － 雷根斯堡 － 普拉特林格 － 帕绍 － 维也纳 | 维尔茨堡 － 纽伦堡 － 雷根斯堡 － 普拉特林格 － 帕绍 － 维也纳 | 每日1班   |
| ICE 91 | （汉堡 － 汉诺威 － 哥廷根 － 卡塞尔-威廉山 － 富尔达 －） | | 维尔茨堡 － 纽伦堡 － 雷根斯堡 － 普拉特林格 － 帕绍 － 维也纳 | 维尔茨堡 － 纽伦堡 － 雷根斯堡 － 普拉特林格 － 帕绍 － 维也纳 | 每日1班   |
| IC 30  | （（宾茨海水浴场 －） 施特拉尔松德 － 罗斯托克） / （韦斯特兰 － 汉堡达姆门 －） 汉堡 － 不来梅 － 奥斯纳布吕克 － 明斯特 － 多特蒙德 － 埃森 － 杜伊斯堡 － 杜塞尔多夫 － 科隆 － 波恩 － 科布伦茨 － 美因茨 － 曼海姆 － 海德堡 － 斯图加特                     | （（宾茨海水浴场 －） 施特拉尔松德 － 罗斯托克） / （韦斯特兰 － 汉堡达姆门 －） 汉堡 － 不来梅 － 奥斯纳布吕克 － 明斯特 － 多特蒙德 － 埃森 － 杜伊斯堡 － 杜塞尔多夫 － 科隆 － 波恩 － 科布伦茨 － 美因茨 － 曼海姆 － 海德堡 － 斯图加特                     | （（宾茨海水浴场 －） 施特拉尔松德 － 罗斯托克） / （韦斯特兰 － 汉堡达姆门 －） 汉堡 － 不来梅 － 奥斯纳布吕克 － 明斯特 － 多特蒙德 － 埃森 － 杜伊斯堡 － 杜塞尔多夫 － 科隆 － 波恩 － 科布伦茨 － 美因茨 － 曼海姆 － 海德堡 － 斯图加特                     | （（宾茨海水浴场 －） 施特拉尔松德 － 罗斯托克） / （韦斯特兰 － 汉堡达姆门 －） 汉堡 － 不来梅 － 奥斯纳布吕克 － 明斯特 － 多特蒙德 － 埃森 － 杜伊斯堡 － 杜塞尔多夫 － 科隆 － 波恩 － 科布伦茨 － 美因茨 － 曼海姆 － 海德堡 － 斯图加特                     | 两小时1班 |
| IC 31  | （基尔 －） 汉堡 － 不来梅 － 奥斯纳布吕克 － 明斯特 － 多特蒙德 － 哈根 － 伍珀塔尔 － 索林根 － 科隆 － 波恩 － 科布伦茨 － 美因茨 － 法兰克福机场 － 法兰克福 （－ 维尔茨堡 － 纽伦堡 － 雷根斯堡 － 帕绍）                                                    | （基尔 －） 汉堡 － 不来梅 － 奥斯纳布吕克 － 明斯特 － 多特蒙德 － 哈根 － 伍珀塔尔 － 索林根 － 科隆 － 波恩 － 科布伦茨 － 美因茨 － 法兰克福机场 － 法兰克福 （－ 维尔茨堡 － 纽伦堡 － 雷根斯堡 － 帕绍）                                                    | （基尔 －） 汉堡 － 不来梅 － 奥斯纳布吕克 － 明斯特 － 多特蒙德 － 哈根 － 伍珀塔尔 － 索林根 － 科隆 － 波恩 － 科布伦茨 － 美因茨 － 法兰克福机场 － 法兰克福 （－ 维尔茨堡 － 纽伦堡 － 雷根斯堡 － 帕绍）                                                    | （基尔 －） 汉堡 － 不来梅 － 奥斯纳布吕克 － 明斯特 － 多特蒙德 － 哈根 － 伍珀塔尔 － 索林根 － 科隆 － 波恩 － 科布伦茨 － 美因茨 － 法兰克福机场 － 法兰克福 （－ 维尔茨堡 － 纽伦堡 － 雷根斯堡 － 帕绍）                                                    | 两小时1班 |
| IC 32  | （柏林南十字 － 沃尔夫斯堡 － 汉诺威 － 比勒费尔德 － 哈姆 －） 多特蒙德 － 埃森 － 杜伊斯堡 － 杜塞尔多夫 － 科隆 － 波恩 － 科布伦茨 － 美因茨 － 曼海姆 － 海德堡 － 斯图加特 － 乌尔姆 （－ 林道 － 布卢登茨 － 因斯布鲁克）                                  | （柏林南十字 － 沃尔夫斯堡 － 汉诺威 － 比勒费尔德 － 哈姆 －） 多特蒙德 － 埃森 － 杜伊斯堡 － 杜塞尔多夫 － 科隆 － 波恩 － 科布伦茨 － 美因茨 － 曼海姆 － 海德堡 － 斯图加特 － 乌尔姆 （－ 林道 － 布卢登茨 － 因斯布鲁克）                                  | （柏林南十字 － 沃尔夫斯堡 － 汉诺威 － 比勒费尔德 － 哈姆 －） 多特蒙德 － 埃森 － 杜伊斯堡 － 杜塞尔多夫 － 科隆 － 波恩 － 科布伦茨 － 美因茨 － 曼海姆 － 海德堡 － 斯图加特 － 乌尔姆 （－ 林道 － 布卢登茨 － 因斯布鲁克）                                  | （柏林南十字 － 沃尔夫斯堡 － 汉诺威 － 比勒费尔德 － 哈姆 －） 多特蒙德 － 埃森 － 杜伊斯堡 － 杜塞尔多夫 － 科隆 － 波恩 － 科布伦茨 － 美因茨 － 曼海姆 － 海德堡 － 斯图加特 － 乌尔姆 （－ 林道 － 布卢登茨 － 因斯布鲁克）                                  | 四小时1班 |
| IC 51  | （宾茨海滨浴场 －） 施特拉尔松德 － 柏林 － 哈勒 － 埃尔福特 － 卡塞尔-威廉山 － 帕德博恩 － 哈姆 － 多特蒙德 － 埃森 － 杜伊斯堡 － 杜塞尔多夫 （－ 科隆） | （宾茨海滨浴场 －） 施特拉尔松德 － 柏林 － 哈勒 － 埃尔福特 － 卡塞尔-威廉山 － 帕德博恩 － 哈姆 － 多特蒙德 － 埃森 － 杜伊斯堡 － 杜塞尔多夫 （－ 科隆） | （宾茨海滨浴场 －） 施特拉尔松德 － 柏林 － 哈勒 － 埃尔福特 － 卡塞尔-威廉山 － 帕德博恩 － 哈姆 － 多特蒙德 － 埃森 － 杜伊斯堡 － 杜塞尔多夫 （－ 科隆） | （宾茨海滨浴场 －） 施特拉尔松德 － 柏林 － 哈勒 － 埃尔福特 － 卡塞尔-威廉山 － 帕德博恩 － 哈姆 － 多特蒙德 － 埃森 － 杜伊斯堡 － 杜塞尔多夫 （－ 科隆） | 两小时1班 |
| IC 55  | 莱比锡 － 哈勒 － 马格德堡 － 布伦瑞克 － 汉诺威 － 比勒费尔德 － 哈姆 － 多特蒙德 － （埃森 － 杜伊斯堡 － 杜塞尔多夫 / 哈根 － 伍珀塔尔 － 索林根 －） 科隆 （－ 波恩 － 科布伦茨 － 美因茨 － 曼海姆 － 海德堡 － 斯图加特 － 乌尔姆 － 肯普滕 － 奥伯斯多夫） | 莱比锡 － 哈勒 － 马格德堡 － 布伦瑞克 － 汉诺威 － 比勒费尔德 － 哈姆 － 多特蒙德 － （埃森 － 杜伊斯堡 － 杜塞尔多夫 / 哈根 － 伍珀塔尔 － 索林根 －） 科隆 （－ 波恩 － 科布伦茨 － 美因茨 － 曼海姆 － 海德堡 － 斯图加特 － 乌尔姆 － 肯普滕 － 奥伯斯多夫） | 莱比锡 － 哈勒 － 马格德堡 － 布伦瑞克 － 汉诺威 － 比勒费尔德 － 哈姆 － 多特蒙德 － （埃森 － 杜伊斯堡 － 杜塞尔多夫 / 哈根 － 伍珀塔尔 － 索林根 －） 科隆 （－ 波恩 － 科布伦茨 － 美因茨 － 曼海姆 － 海德堡 － 斯图加特 － 乌尔姆 － 肯普滕 － 奥伯斯多夫） | 莱比锡 － 哈勒 － 马格德堡 － 布伦瑞克 － 汉诺威 － 比勒费尔德 － 哈姆 － 多特蒙德 － （埃森 － 杜伊斯堡 － 杜塞尔多夫 / 哈根 － 伍珀塔尔 － 索林根 －） 科隆 （－ 波恩 － 科布伦茨 － 美因茨 － 曼海姆 － 海德堡 － 斯图加特 － 乌尔姆 － 肯普滕 － 奥伯斯多夫） | 两小时1班 |

凭借着在1989年的夏季运行图中日均297班列车的到发量，多特蒙德总站成为了德国联邦铁路网络最重要的枢纽之一，并位居第六。

### 区域运输
| 线路  | 名称                | 经由 | 发车频率  | 运营商       |
| ----- | ------------------- | --- | --------- | ------------ |
| RE 1  | 北威快车            | （帕德博恩 –） 哈姆 － 卡门 － 多特蒙德 － 波鸿 － 埃森 － 米尔海姆 － 杜伊斯堡 － 杜塞尔多夫机场 － 杜塞尔多夫 － 勒沃库森中心 － 科隆 － 迪伦 － 埃施韦勒 － 施托尔贝尔格 － 施托尔贝尔格 | 每小时1班 | 德铁区域运输 |
| RE 3  | 莱茵-埃姆舍尔快车   | 哈姆 － 卡门 － 多特蒙德 － 卡斯特罗普-劳克塞尔 － 万讷-埃克尔 － 盖尔森基兴 － 埃森-阿尔滕内森 － 奥伯豪森 － 杜伊斯堡 － 杜塞尔多夫机场 － 杜塞尔多夫                                     | 每小时1班 | 欧洲铁路     |
| RE 4  | 伍珀快车            | 多特蒙德 － 维滕 － 哈根 － 伍伯塔尔 － 杜塞尔多夫 － 诺伊斯 － 门兴格拉德巴赫 － 黑尔措根拉特 － 亚琛                                                                                      | 每小时1班 | 德铁区域运输 |
| RE 6  | 威斯特法伦快车      | 明登 － 黑尔福德 － 比勒费尔德 － 哈姆 － 卡门 － 多特蒙德 － 波鸿 － 埃森 － 杜伊斯堡 － 杜塞尔多夫机场 － 杜塞尔多夫                                                                      | 每小时1班 | 德铁区域运输 |
| RE 11 | 莱茵-赫尔威格快车   | 门兴格拉德巴赫 － 克雷费尔德 － 杜伊斯堡 － 埃森 － 波鸿 － 多特蒙德 － 卡门 － 哈姆 | 每小时1班 | 德铁区域运输 |
| RE 57 | 多特蒙德-绍尔兰快车 | 多特蒙德 － 弗伦登贝尔格 － 阿恩斯贝格 － 梅舍德 － 贝斯特维希 － 温特贝格 | 每小时1班 | 德铁区域运输 |
| RB 43 | 埃姆舍尔河谷列车    | 多斯滕 － 万讷-埃克尔 － 黑尔讷 － 多特蒙德 | 每小时1班 | 西北铁路     |
| RB 50 | 吕嫩号              | 明斯特 － 韦尔内 － 吕嫩 － 多特蒙德 | 每小时1班 | 欧洲铁路     |
| RB 51 | 西明斯特兰列车      | 恩斯赫德 － 格罗瑙 － 科埃斯费尔德 － 迪尔门 － 吕嫩 － 多特蒙德 | 每小时1班 | 德铁区域运输 |
| RB 52 | 福尔默河谷列车      | 吕登沙伊德 － 布吕格 － 沙尔克斯米赫莱 － 哈根 － 多特蒙德 | 每小时1班 | 德铁区域运输 |
| RB 53 | 阿尔德伊列车        | 多特蒙德 － 施韦特 － 伊瑟隆 | 每小时1班 | 德铁区域运输 |
| RB 59 | 赫尔威格列车        | 多特蒙德 － 乌纳 － 韦尔 － 索斯特 | 半小时1班 | 欧洲铁路     |
| S 1   | 莱茵-鲁尔S-Bahn     | 多特蒙德 － 波鸿 － 埃森 － 杜伊斯堡 － 杜塞尔多夫机场 － 杜塞尔多夫 － 希尔登 － 索林根 | 20分钟1班 | 德铁区域运输 |
| S 2   | 莱茵-鲁尔S-Bahn     | 多特蒙德 － 卡斯特罗普-劳克塞尔 － 黑尔讷 － 万讷-埃克尔 － 盖尔森基兴 － 埃森 / 埃森-阿尔滕内森 － 杜伊斯堡 另有每小时1班从黑尔讷继续前往雷克林豪森                                        | 20分钟1班 | 德铁区域运输 |
| S 5   | 莱茵-鲁尔S-Bahn     | 多特蒙德 － 维滕 － 维特 － 哈根 每隔两班作为S8线继续前往伍珀塔尔 － 杜塞尔多夫 － 门兴格拉德巴赫                                                                                           | 每小时1班 | 德铁区域运输 |

### 城铁
多特蒙德城铁的线路由DSW21负责运营。

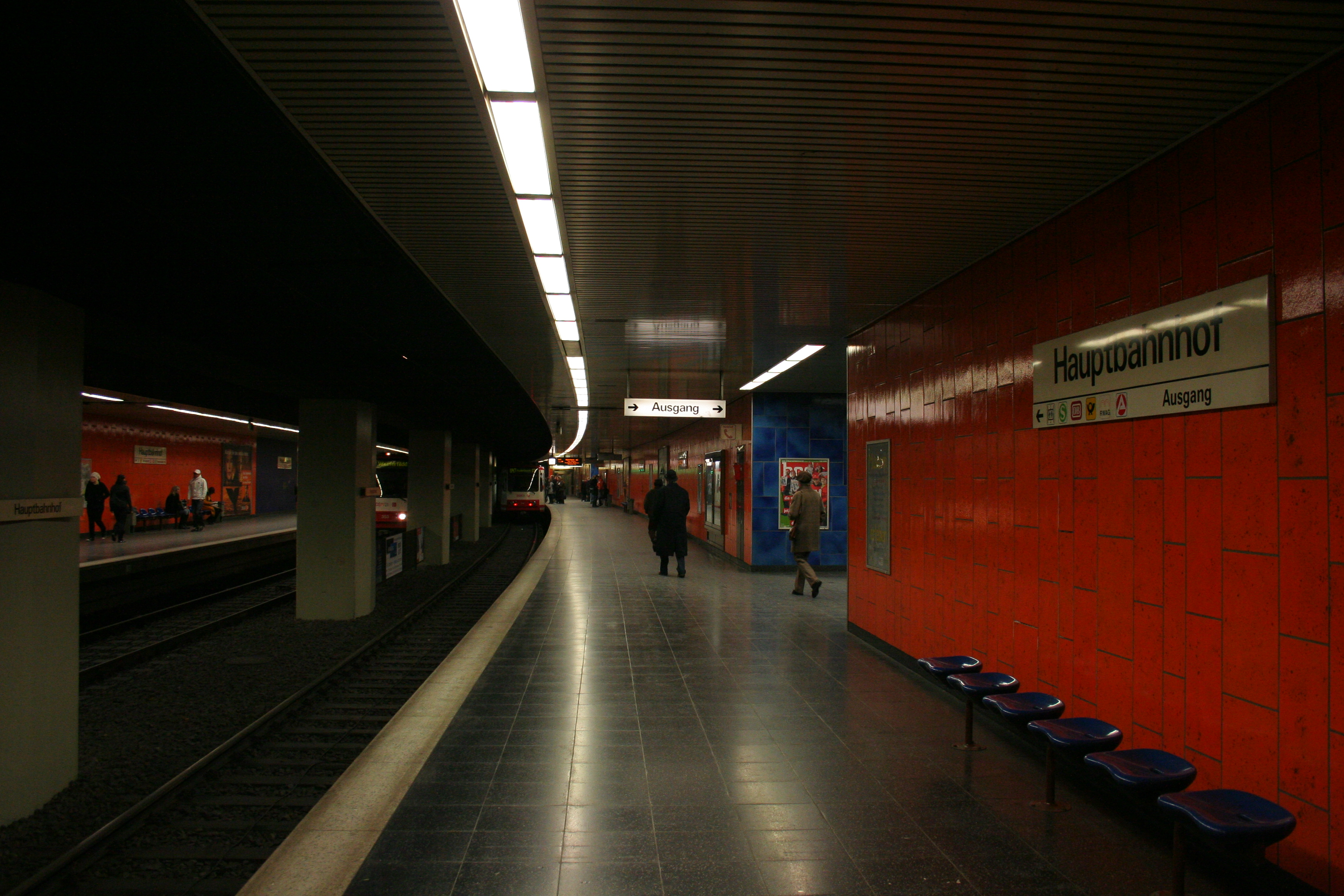
地下的城铁月台

在西格納伊度納公園举行赛事期间，U45号线会自多特蒙德威斯特法伦站继续作为U46线延伸至布鲁嫩大街站。
| 线路 | 走向                                                   |
| ---- | ------------------------------------------------------ |
| U41  | 霍尔德克拉伦贝格站 － 多特蒙德总站 － 布拉姆鲍尔运输站 |
| U45  | 多特蒙德总站 － 威斯特法伦站                           |
| U47  | 维斯特费尔德站 － 多特蒙德总站 － 阿普勒贝克           |
| U49  | 哈谢尼 － 多特蒙德总站 － 多特蒙德港                   |